# InterAcademy Panel
O InterAcademy Panel: The Global Network of Science Academies (IAP, Painel Inter-Acadêmico: A Rede Global de Academias de Ciência) é uma rede global consistindo em 115 academias nacionais de ciência. Fundada em 1993, seu objetivo declarado é o de ajudar membros das academias a aconselhar o público a respeito de aspectos de importantes temas globais. Ele publicou declarações oficiais a respeito de tópicos importantes, incluindo o crescimento da população humana, aquecimento global, clonagem humana e evolução.